# Корона, Джо
Джо Бе́нни Коро́на Креспи́н (англ. и исп. Joe Benny Corona Crespín; 9 июля 1990, Лос-Анджелес, Калифорния, США) — американский футболист мексиканского и сальвадорского происхождения, полузащитник клуба «Тихуана». Выступал за сборную США.

## Клубная карьера
Корона начал свою карьеру в 2006 году в команде «Номадс», за которую в выступали такие известные американские футболисты, как Фрэнки Хейдук, Марсело Бальбоа и Стив Черандоло. В 2008 году он провёл сезон в футбольной команде Университета штата Калифорния в Сан-Диего, после чего попал в футбольную академию мексиканской «Тихуаны». 4 апреля 2010 года в матче против «Некаксы» Джо дебютировал в мексиканской Примере. В своем первом он сыграл в общей сложности 160 минут, приняв участие в трёх встречах. Во втором сезоне Корона завоевал место с основном составе. 30 августа в поединке против «Дуранго» он забил свой первый мяч за клуб. В сезоне Апертуры 2012 Корона в составе «Тихуаны» выиграл чемпионат Мексики.
27 февраля 2013 года в матче в матче второго этапа Кубка Либертадорес против боливийского «Сан-Хосе» Корона забил гол и помог своей команде одержать крупную победу.
Летом 2015 года Корона на правах аренды перешёл в «Веракрус». 2 августа в матче против «Леона» он дебютировал за «акул». В начале 2016 года Джо в поисках игровой практики на правах аренды перешёл в «Дорадос де Синалоа». 10 января в матче против «Чьяпас» он дебютировал за новый клуб. По итогам сезона клуб выкупил трансфер.
В начале 2017 года Джо вновь вернулся в «Тихуану». В начале 2018 года Корона на правах аренды присоединился к столичной «Америке». 8 января в матче против «Керетаро» он дебютировал за новую команду.
6 марта 2019 года Корона перешёл в клуб MLS «Лос-Анджелес Гэлакси». В главной лиге США он дебютировал 9 марта в матче стартового тура сезона против «Далласа». 15 сентября в матче против «Спортинга Канзас-Сити» он забил свой первый гол в MLS. По окончании сезона 2020 «Лос-Анджелес Гэлакси» не задействовал опцию продления контракта Короны, но попытался удержать его, начав переговоры.
ФК «Остин» выбрал Корону на драфте расширения MLS 15 декабря 2020 года, однако, так как клуб-новичок лиги не подписал его, 22 декабря во второй стадии драфта возвращений MLS он был выбран клубом «Хьюстон Динамо» и 31 декабря клуб подписал с игроком многолетний контракт. За «Хьюстон Динамо» он дебютировал 16 апреля 2021 года в матче стартового тура сезона против «Сан-Хосе Эртквейкс». 21 февраля 2022 года «Хьюстон Динамо» отчислил Корону, выкупив его гарантированный контракт.
Так как Корона не был выбран другим клубом в процессе отказов, в соответствии с правилами MLS его гарантированный контракт остался у «Хьюстона», который 29 марта 2022 года отдал его в аренду клубу чемпионата Швеции «Сундсвалль» на сезон 2022.
18 января 2023 года Корона подписал контракт с клубом Чемпионшипа ЮСЛ «Сан-Диего Лойал». За «СД Лойал» он дебютировал 11 марта в матче стартового тура сезона 2023 против «Детройт Сити». 6 мая в матче против «Ориндж Каунти» забил свой первый гол за «СД Лойал», реализовав пенальти.
12 января 2024 года Корона вернулся в «Тихуану».

## Международная карьера
Джо родился в США, его отец — мексиканец, а мать — из Сальвадора, поэтому он мог выбрать любую из трёх сборных.
В августе 2011 года тренер американской национальной команды Боб Брэдли вызвал Корону на товарищеский матче против сборной Мексики. Но вскоре Брэдли был уволен, поэтому Джо не принял участия в том матче.
В том же году он принял приглашение сборной Мексики до 22 лет представлять страну на Панамериканских играх, но так как данные соревнования не проводятся под эгидой ФИФА, Корона мог поменять своё решение. 2 ноября 2011 года он получил вызов в олимпийскую сборную США. 22 марта 2012 года в матче отборочного турнира на Олимпийские игры 2012 против олимпийской команды Кубы Джо сделал хет-трик. 26 марта в заключительном матче группового этапа против олимпийской сборной Сальвадора он забил гол и помог своей команде добиться ничьей.
26 мая 2012 года в товарищеском матче против сборной Шотландии Корона дебютировал в сборной США.
В 2013 году Джо в составе национальной команды принял участие в Золотом кубке КОНКАКАФ. На турнире он сыграл в матчах против команд Белиза, Коста-Рики и Панамы, а в поединках против Кубы и Сальвадора Корона забил свои дебютные мячи за сборную.
В 2015 году Джо принял участие в Золотом кубке КОНКАКАФ, будучи дозаявленным перед стадией плей-офф вместо Альфредо Моралеса. На турнире он сыграл в матчах против команд Кубы и Панамы.
В 2017 году Корона во второй раз стал обладателем Золотого кубка КОНКАКАФ. На турнире он сыграл в матчах против сборных Панамы и Никарагуа. В поединке против никарагуанцев Джо забил гол.

### Голы за сборную США
| #  | Дата         | Место                                  | Противник | Счёт | Результат | Соревнование                |
| -- | ------------ | -------------------------------------- | --------- | ---- | --------- | --------------------------- |
| 1. | 13 июля 2013 | Рио Тинто Стэдиум, Солт-Лейк-Сити, США | Куба      | 2:1  | 4:1       | Золотой кубок КОНКАКАФ 2013 |
| 2. | 21 июля 2013 | Эм-энд-ти Банк Стэдиум, Балтимор, США  | Сальвадор | 2:0  | 5:1       | Золотой кубок КОНКАКАФ 2013 |
| 3. | 15 июля 2017 | Фёрст-Энерджи Стэдиум, Кливленд, США   | Никарагуа | 0:1  | 0:3       | Золотой кубок КОНКАКАФ 2017 |

## Достижения
Командные
 «Тихуана»
- Чемпион Мексики — Апертура 2012

 «Америка»
- Чемпион Мексики — Апертура 2018

 США
- Обладатель Золотого кубка КОНКАКАФ — 2013, 2017